# Algerije op de Olympische Zomerspelen 1992
Algerije nam deel aan de Olympische Zomerspelen 1992 in Barcelona, Spanje. Voor de tweede keer vaardigde het Noord-Afrikaanse land vrouwen af naar het olympisch toernooi. Dankzij atlete Hassiba Boulmerka won Algerije de eerste gouden medaille uit de geschiedenis.

## Medailleoverzicht
| Sport    | Olympiër          | Onderdeel                  | Medaille |
| -------- | ----------------- | -------------------------- | -------- |
| Atletiek | Hassiba Boulmerka | 1500 meter (v)             | Goud     |
| Boksen   | Hocine Soltani    | vedergewicht (– 57 kg) (m) | Brons    |

## Deelnemers en resultaten

### Atletiek
| Olympiër            | Discipline             | Resultaat | Prestatie                                                                  |
| ------------------- | ---------------------- | --------- | -------------------------------------------------------------------------- |
| Réda Abdenouz       | 800m (m)               | 7e        | serie 7: 2e in 1.46,82 halve finale 2: 3e in 1.46,06 finale: 7e in 1.48,34 |
| Noureddine Morceli  | 1500m (m)              | 7e        | serie 2: 1e in 3.37,98 halve finale 1: 1e in 3.39,22 finale: 7e in 3.41,70 |
| Aïssa Bel Aout      | 5000m (m)              | 50e       | serie 1: 12e in 15.02,76                                                   |
| Azzedine Brahmi     | 3000m steeplechase (m) | 8e        | serie 2: 4e in 8.28,01 halve finale 2: 5e in 8.25,85 finale: 8e in 8.20,71 |
| Mohamed Salmi       | marathon (m)           | 59e       | finale: 2:56.56                                                            |
| Abdel Kader Klouchi | verspringen (m)        | 46e       | kwalificatie: 5,33m                                                        |
| Lotfi Khaïda        | hink-stap-springen (m) | 23e       | kwalificatie: 16,31m                                                       |
| Yacine Mousli       | hoogspringen (m)       | 33e       | kwalificatie: 2,10m                                                        |
|                     |                        |           |                                                                            |
| Hassiba Boulmerka   | 1500m (v)              | Goud      | serie 1: 1e in 4.09,91 halve finale 1: 1e in 4.03,81 finale: 1e in 3.55,30 |

### Boksen
| Olympiër            | Discipline  | Resultaat | Prestatie |
| ------------------- | ----------- | --------- | --- |
| Mohamed Haioun      | -48kg (m)   | 17e       | 1e ronde: V van ROU Barbu: 2-11 |
| Yacine Sheikh       | -51kg (m)   | 9e        | 1e ronde: W van EUN Filipov: 5-3 2e ronde: V van AUS Peden: knock-out                                                                |
| Slimane Zengli      | -54kg (m)   | 9e        | 1e ronde: W van CHN Guangping 4-2 2e ronde: V van MAR Achik: 8-12                                                                    |
| Hocine Soltani      | -57kg (m)   | Brons     | 1e ronde: W van ARG Maglione 2e ronde: W van PUR Gerena: 23-0 kwartfinale: W van DOM Damian: 13-4 halve finale: V van GER Tews: 1-11 |
| Laïd Bouneb         | -63,5kg (m) | 5e        | 1e ronde: W van IND Gollen: 11-4 2e ronde: W van BAR Henry: 17-3 kwartfinale: V van CAN Leduc: 1-8                                   |
| Noureddine Meziane  | -71kg (m)   | 9e        | 1e ronde: W van PAK Hussain: 7-0 2e ronde: V van NOR Klemetsen: 3-14                                                                 |
| Ahmed Dine          | -75kg (m)   | 5e        | 1e ronde: W van ITA Russo: 6-4 2e ronde: W van NED Joval: 22-14 kwartfinale: V van USA Byrd: 2-21                                    |
| Mohamed Ben Guesmia | -81kg (m)   | 9e        | 1e ronde: V van VEN Raimundo Yant: 15-11 2e ronde: V van POL Bartnik: 3-14                                                           |

### Gewichtheffen
| Olympiër               | Discipline  | Resultaat | Prestatie                                                  |
| ---------------------- | ----------- | --------- | ---------------------------------------------------------- |
| Azzedine Basbas        | -60kg (m)   | 16e       | trekken: 24e met 115kg stoten: 15e met 150kg totaal: 265kg |
| Abdel Manaane Yahiaoui | -67,5kg (m) | 4e        | trekken: 4e met 140kg stoten: 3e met 175kg totaal: 315kg   |

### Judo
| Olympiër           | Discipline | Resultaat | Prestatie |
| ------------------ | ---------- | --------- | --------- |
| Abdel Hakim Harkat | -65kg (m)  | 17e       |           |
| Meziane Dahmani    | -71kg (m)  | 9e        |           |
|                    |            |           |           |
| Salima Souakri     | -48kg (v)  | 5e        |           |

### Volleybal
| Olympiër | Discipline | Resultaat | Prestatie |
| --- | ---------- | --------- | --------- |
| El-Tayeb El-Hadj Ben Khelfallah Krimo Bernaoui Ali Dif Faycal Gharzouli Mourad Malaoui Adel Sennoun Mourad Sennoun Foudil Taalba Faycal Tellouche Lies Tizioualou | zaal (m)   | 12e       |           |

| Groep B |                  |             |             |             |      |      |       |           |           |           |        |
| #       | Land             | Wedstrijden | Wedstrijden | Wedstrijden | Sets | Sets | Sets  | Setpunten | Setpunten | Setpunten | Punten |
| #       | Land             | G           | W           | V           | V    | T    | Saldo | V         | T         | Saldo     | Punten |
| 1       | Brazilië         | 5           | 5           | 0           | 15   | 2    | +13   | 248       | 165       | +83       | 10     |
| 2       | Cuba             | 5           | 4           | 1           | 13   | 5    | +8    | 231       | 180       | +49       | 9      |
| 3       | Gezamenlijk team | 5           | 3           | 2           | 11   | 7    | +4    | 229       | 205       | +24       | 8      |
| 4       | Nederland        | 5           | 2           | 3           | 8    | 9    | -1    | 218       | 181       | +37       | 7      |
| 5       | Zuid-Korea       | 5           | 1           | 4           | 3    | 12   | -9    | 142       | 212       | -80       | 6      |
| 6       | Algerije         | 5           | 0           | 5           | 0    | 15   | -15   | 100       | 225       | -125      | 5      |

| Ronde         | Datum | Lokale tijd | MEZT      | Plaats    | Land                   | Score            | Land |
| ------------- | ----- | ----------- | --------- | --------- | ---------------------- | ---------------- | ---- |
| Groepsfase    |       |             |           |           |                        |                  |      |
| 26 juli       | 15:00 | 15:00       | Barcelona | Algerije  | 0-3 (8-15,7-15,4-15)   | Gezamenlijk team |      |
| 28 juli       | 10:30 | 10:30       | Barcelona | Cuba      | 3-0 (4-15,3-15,2-15)   | Algerije         |      |
| 30 juli       | 15:00 | 15:00       | Barcelona | Algerije  | 0-3 (8-15,11-15,12-15) | Zuid-Korea       |      |
| 1 augustus    | 15:00 | 15:00       | Barcelona | Nederland | 3-0 (15-2,15-5,15-4)   | Algerije         |      |
| 3 augustus    | 17:30 | 17:30       | Barcelona | Algerije  | 0-3 (8-15,13-15,9-15)  | Brazilië         |      |
| 11/12e plaats |       |             |           |           |                        |                  |      |
| 5 augustus    | 15:00 | 15:00       | Barcelona | Frankrijk | 3-0 (15-4,15-9,15-9)   | Algerije         |      |

### Worstelen
| Olympiër          | Discipline           | Resultaat | Prestatie                                                               |
| ----------------- | -------------------- | --------- | ----------------------------------------------------------------------- |
| Mazouz Ben Djedaa | -68kg Grieks-Romeins | 11e       | 1e ronde: V van IRI Chamangoli: 0-6 2e ronde: V van KOR Sung-moon: 0-12 |
| Youssef Bouguerra | -74kg Grieks-Romeins | 11e       | 1e ronde: V van AUT Marchl: 3-11 2e ronde: V van SWE Kornbakk: 0-17     |

### Zwemmen
| Olympiër       | Discipline          | Resultaat | Prestatie              |
| -------------- | ------------------- | --------- | ---------------------- |
| Abderzak Bella | 100m schoolslag (m) | 46e       | serie 3: 7e in 1.07,88 |

Albanië · Algerije · Amerikaanse Maagdeneilanden · Amerikaans-Samoa · Andorra · Angola · Antigua en Barbuda · Argentinië · Aruba · Australië · Bahama's · Bahrein · Bangladesh · Barbados · België · Belize · Benin · Bermuda · Bhutan · Bolivia · Bosnië en Herzegovina · Botswana · Brazilië · Britse Maagdeneilanden · Bulgarije · Burkina Faso · Canada · Centraal-Afrikaanse Republiek · Chili · China · Chinees Taipei · Colombia · Congo-Brazzaville · Cookeilanden · Costa Rica · Cuba · Cyprus · Denemarken · Djibouti · Dominicaanse Republiek · Duitsland · Ecuador · Egypte · El Salvador · Equatoriaal-Guinea · Estland · Ethiopië · Fiji · Filipijnen · Finland · Frankrijk · Gabon · Gambia · Gezamenlijk team · Ghana · Grenada · Griekenland · Groot-Brittannië · Guam · Guatemala · Guinee · Guyana · Haïti · Honduras · Hongarije · Hongkong · Ierland · IJsland · India · Indonesië · Irak · Iran · Israël · Italië · Ivoorkust · Jamaica · Japan · Jemen · Jordanië · Kaaimaneilanden · Kameroen · Kenia · Koeweit · Kroatië · Laos · Lesotho · Letland · Libanon · Libië · Liechtenstein · Litouwen · Luxemburg · Madagaskar · Malawi · Malediven · Maleisië · Mali · Malta · Marokko · Mauritanië · Mauritius · Mexico · Monaco · Mongolië · Mozambique · Myanmar · Namibië · Nederland · Nederlandse Antillen · Nepal · Nicaragua · Nieuw-Zeeland · Niger · Nigeria · Noord-Korea · Noorwegen · Oeganda · Oman · Oostenrijk · Pakistan · Panama · Papoea-Nieuw-Guinea · Paraguay · Peru · Polen · Portugal · Puerto Rico · Qatar · Roemenië · Rwanda · Saint Vincent‑Grenadines · Salomonseilanden · Samoa · San Marino · Saoedi-Arabië · Senegal · Seychellen · Sierra Leone · Singapore · Slovenië · Soedan · Spanje · Sri Lanka · Suriname · Swaziland · Syrië · Tanzania · Thailand · Togo · Tonga · Trinidad en Tobago · Tsjaad · Tsjecho-Slowakije · Tunesië · Turkije · Uruguay · Vanuatu · Venezuela · Verenigde Arabische Emiraten · Verenigde Staten · Vietnam · Zaïre · Zambia · Zimbabwe · Zuid-Afrika · Zuid-Korea · Zweden · Zwitserland · Onafhankelijke olympische deelnemers